# Дахнівка (Черкаси)

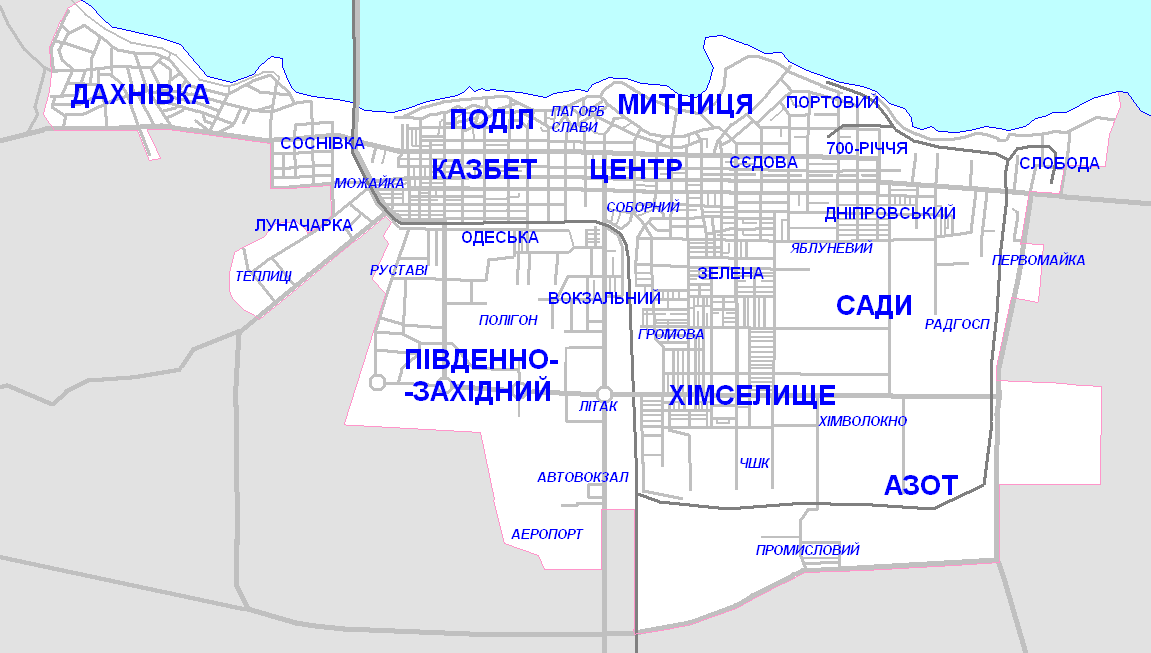

Да́хнівка — мікрорайон міста Черкаси, Україна.

## Назва
Назва  - «Дахнівка» походить від імені першого поселенця Дахна, що жив у цій місцевості. Хто він був і що собою являв — невідомо.

## Історія
Люди переповідають, коли Катерина II їхала з Петербурга в Єкатеринославль, проїжджала через Черкаси: черкасці вийшли зустрічати її з хрестами, хоругвами, попами, а дахнівчани — хлібом-сіллю. «Ви що зібралися мене ховати?» — розгнівано кинула черкасцям. Залишилась задоволена дахнівчанами за теплу зустріч і сказала: «Ніколи не бути дахнівчанам у кріпацтві!».
У 1982 році Дахнівка була приєднана до Черкас. До 1982 року Дахнівка була окремим селом, мала свою сільську раду і їй підпорядковувалось село Геронимівка. Зараз в Дахнівці майже всі вулиці названі на честь військових офіцерів та їхніх підрозділів. До складу мікрорайону також включене колишнє село Василиця, яке з літа 1950 року разом із Дахнівкою входило в колгосп «Радянська Україна».
На території мікрорайону розміщено школу, дитячий садок. З'єднаний з іншими районами міста автобусними маршрутами.

## Топоніміка

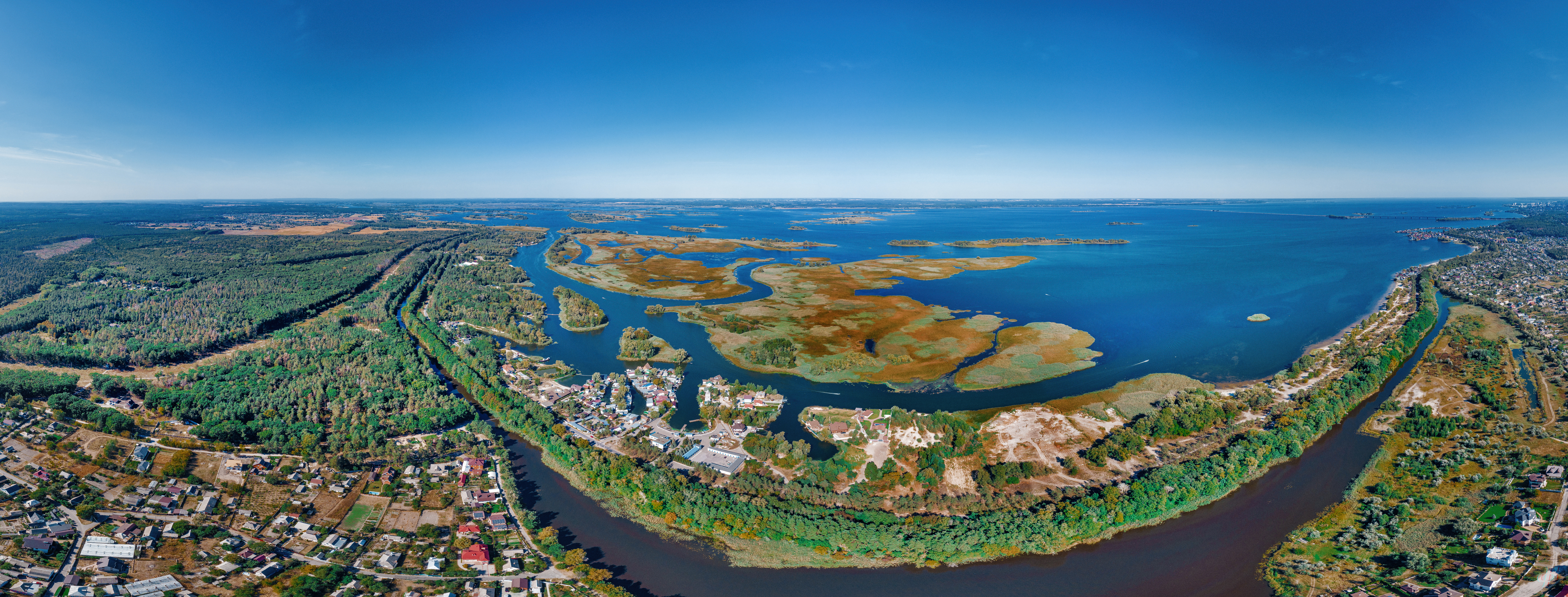
річка Бігуча в Дахнівці

За Дахнівкою пробігає річка, що зветься «Бігучою». Це була головна річка, котрою користувалось все село. З сторони «Лебедів» (західний куток села) річка була досить глибокою. Саме біля «Лебедів» збиралась молодь на Івана Купала.
Площа між Дахнівкою та Бігучою зветься «Косою». Весною луговий простір «Коси» заливало водою. В кінці травня вода спадала, і залишались лише малі та більші озера, часом глибокі. Найбільші з них «Космаха», поруч з річкою Бігучою, далі на схід «Бурховецьке». Ближче до Дніпра знаходилось озеро «Старич».

## Сучасність
Зараз Дахнівка вважається досить пристойним і дорогим мікрорайоном Черкас. Переважну частину будівель складають котеджі.
У мікрорайоні є історичні споруди кінця XIX – початку XX століття. У 2020 р. відреставрована будівля загорілася. Власник Геннадій Мельниченко працює над перетворенням залишків будинку на автентичний готель початку XX століття.

## Народились
- Чемерис Ольга Семенівна «Дніпрова», «Вікторія», «Вогнезора», «Ольга» (*1925, с. Василиця — 21 грудня 1950, Станіслав) — розвідниця СБ Станиславівського окружного проводу ОУН, зв'язкова Крайового проводу ОУН.[2]
- Медушевський Андрій Петрович (1902—1977) — український мовознавець і педагог.
- Владимиров Леонід Володимирович (1924—2015) — радянський журналіст, письменник, перекладач, дисидент.
- Перов Яків Якович (1909-1990) — український режисер-документаліст.